# هالیدی این
هالیدی این (انگلیسی: Holiday Inn) گروه هتلداری آمریکایی است که از زیرمجموعه‌های گروه هتل‌های اینترکنتیننتال محسوب می‌شود. هالیدی این در سال ۱۹۵۲ توسط کیمونس ویلسون در ممفیس، تنسی تأسیس شد و هم‌اکنون دارای ۱٫۱۴۵ شعبه در کشورهای مختلف می‌باشد. دفتر مرکزی هالیدی این در شهر دنهام، باکینگهام‌شر، بریتانیا قرار دارد.